# Thornel Schwartz
Thornel Schwartz (alcune volte è riportato anche come Thornal Schwartz) (Filadelfia, 29 maggio 1927 – Filadelfia, 30 dicembre 1977) è stato un chitarrista statunitense di jazz.

## Biografia
Dopo gli studi musicali alla "Landis School of Music" di Filadelfia, esordì come musicista professionista nei primi anni cinquanta con Ernest Deaton, in seguito suonò con i gruppi di Chris Powell, Don Gardner e dal 1952 al 1955 con Freddy Cole.
La sua notorietà crebbe quando iniziò a collaborare, verso la fine del 1955, con l'organista jazz Jimmy Smith con cui registrò numerosi albums dal 1956 al 1967.
Fu inoltre un richiesto turnista, comparendo in numerose incisioni, in particolare con famosi organisti jazz, quali: Johnny "Hammond" Smith, Jimmy McGriff, Larry Young e Richard "Groove" Holmes.
Al suo attivo un unico album a suo nome (condiviso con il sassofonista Bill Leslie), pubblicato dalla Argo Records nel 1963.

## Discografia

### Album
come Leader
- 1963 – Soul Cookin' (Argo Records, LP/LPS-704) a nome Thornel Schwartz with Bill Leslie